# ダル・レークの恋
『ダル・レークの恋』（ダル・レークのこい）は、宝塚歌劇団で上演された舞台作品である。同歌劇団に多くの作品を提供した劇作家・菊田一夫によるオリジナル作品。
1959年初演。その後1997年に一部レビュー化して再演。2007年、2021年にも再演された。
インド北部シュリーナガル（カシミール地方の中心都市）にある避暑地・ダル湖などを舞台に、軍人（騎兵大尉）とインド貴族の令嬢の恋を描く。

## 物語
ベナレス領主の孫娘カマラ・チャンドラ・クマールは、避暑に訪れたダル湖で騎兵大尉ラッチマンと知り合い、愛し合うようになる。しかしラッチマンが自ら農民出身だと明かし、カマラは貴族の自分との大きな身分差から、祖母インディラの忠告もあってラッチマンに心ならずも別れを告げる。
そんな頃、憲兵隊長ジャスビルから、ヨーロッパで結婚詐欺・宝石泥棒などを働いた犯罪者ラジエンドラがカシミールに滞在中で、ラッチマンが他ならぬラジエンドラ本人である疑いが強い、との情報が入る。驚愕したクマール一族に呼び出されたラッチマンは、確かに自分がラジエンドラだと認める。ラッチマンの逮捕で彼とカマラとの交際が明るみに出れば一族の名誉が傷つくと恐れたインディラは、ラッチマンを逃がすかわりに、永久に、クマール一族の前から姿を消すことと、自分たちとの関係につき沈黙を守るように要請。ラッチマンはインディラの意向にそう代償として、最後にカマラと一夜を過ごすことを要求した。インディラは、すべてをカマラに委ねる…
一方、パリからカマラの妹リタを連れてインドに帰国したカマラの祖父チャンドラは、リタがパリで知り合った恋人ペペルを連れ帰ったことを知る。リタはペペルとの結婚を願い、チャンドラは反対するが、結局2人の交際は認めさせられてしまう。カマラたちとの再会のためハイデラバードに着いたチャンドラは、カシミールから戻っていたラッチマンに会う。チャンドラはかつてパリで知り合い、信頼するようになったラッチマンにペペルのことを相談する。ペペルの名を聞いたラッチマンにはペペルという名に心あたりがあった…

## 1959年月組初演
7月1日から7月30日（新人公演：7月18日）まで、宝塚大劇場にて上演し、形式名は「グランド・ミュージカル」で20場。10月31日から11月27日（新人公演：11月15日）まで東京宝塚劇場で上演。いずれも伴演作は舞踊劇『浅間の殿様』。
- スタッフ
  - 作：菊田一夫
  - 演出：春日野八千代
  - 音楽：入江薫、中元清純、河崎恒夫、中野潤二、寺田瀧雄

- 主な配役（宝塚大劇場 本公演）

ラッチマン：春日野八千代／カマラ：故里明美／インディラ：神代錦
ペペル：壬生桜子／チャンドラ：登代春枝／クリスナ（カマラの叔父）：御山桜
リタ：武蔵野裕美／ハリラム（ラッチマンの父）：沖ゆき子／ジャスビル：美吉佐久子
- 役替わり（東京） －ペペル：星空ひかる

- 主な配役（新人公演）

ラッチマン：壬生桜子（宝塚）・星空ひかる（東京）／カマラ：武蔵野裕美（宝塚）・那智わたる（東京）
※女役としてヒロインを演じたこの作品が故里の退団公演となった。

## 1997年星組再演
1本立て作品として上演。11月7日から12月15日（新人公演：12月2日）まで宝塚大劇場、1998年3月4日から3月30日（新人公演：3月10日）には東京・帝国劇場（帝劇）にて上演（当時歌劇団の東京での本拠・東京宝塚劇場が建て替え中であったため）。その後1998年4月18日から5月12日に全国ツアー（市川、川口、仙台、愛知県、広島、熊本、福岡、高松、浜松）にて上演。
形式名は「グランド・ミュージカル」。宝塚は2部31場、東京は30場。
再演のため物語を再構成し演出にあたったのは、菊田の演出助手をつとめた経験があり、また初演を観劇していた酒井澄夫。
新しい主題歌「まことの愛」が書き下ろされている（作詞：酒井／作曲：西村）。
- 宝塚の休演者（香港公演出演のため）[6]

出雲綾／希佳／湖月わたる／陵あきの／鈴奈沙也
海宝珠起／達つかさ／綾咲成美／風輝マヤ／久路あかり
久遠麻耶／梶花空未／夢大輝
- 専科所属による出演者（宝塚公演）

立ともみ／藤京子
- 出演者一覧（全国ツアー）[8]

夏美よう／英真なおき／千秋慎／麻路さき／朋舞花
稔幸／鷺草かおる／にしき愛／万理沙ひとみ／久城彬
星奈優里／朝峰ひかり／彩輝直／高央りお／原美笛
羽純るい／夏風りお／司祐輝／亜づさ真鈴／愛海理世
朝澄けい／真澄うらら／結城真由／真飛聖／雪路歌帆
彩愛ひかる／椿火呂花／美乃杏花／水城レナ／涼乃かつき
陽色萌／祐穂さとる／水野ちはる／真汐薪
邦なつき（専科所属）
- スタッフ
  - 作：菊田一夫[9]
  - 潤色・演出：酒井澄夫[9]
  - 作曲[5]・編曲[5]：入江薫、西村耕次、鞍富真一
  - 編曲：小高根凡平[5]
  - 音楽指揮[5]：岡田良機、小高根凡平
  - 振付[5]：羽山紀代美、名倉加代子、ダレン・リー、御織ゆみ乃、若央りさ
  - 装置[5]：石濱日出雄、関谷敏昭
  - 衣装：有村淳[5]
  - 照明：勝柴次朗[5]
  - 音響：加門清邦[5]
  - 小道具[5]：万波一重、伊集院徹也
  - 効果：扇野信夫[5]
  - 演技指導：美吉左久子[5]
  - 歌唱指導：楊淑美[5]
  - 演出助手：荻田浩一[6]、齋藤吉正[6]、児玉明子[6]
  - 装置捕：広森守[6]
  - 舞台進行[6]：川口俊一、恵見和弘
  - 舞台監督（東京・全国ツアー）[7]：滝澤辰也、田島准、末永陽一、柴田尚、落石明憲
  - 制作：木場健之[6]
  - 演奏：宝塚管弦楽団（宝塚）[6]
  - 録音演奏：宝塚管弦楽団（東京・全国ツアー）[7]
  - 演出助手（新人公演）：児玉明子[10]

- 主な配役（宝塚大劇場・帝国劇場 本公演）
  - ラッチマン・ハリラム・カプール：麻路さき[6]
  - カマラ・チャンドラ・クマール：星奈優里[6]
  - ペペル：稔幸[6]
  - クリスナ・クマール（カマラの従兄[要出典]）：絵麻緒ゆう[6]
  - リタ：羽純るい[6]
  - チャンドラ・クマール：夏美よう[6]
  - ジャスビル：英真なおき
  - ハリラム：千秋慎
  - インディラ：立ともみ（宝塚）[6]、邦なつき（東京）[7]
- 主な配役（宝塚大劇場・帝国劇場 新人公演）
  - ラッチマン：音羽椋[6]
  - カマラ：妃里梨江[6]
  - ペペル：朝宮真由[6]
  - クリスナ：高央りお[6]
  - リタ：美椰エリカ[6]
  - チャンドラ：司祐輝[6]
  - インディラ：羽純るい[6]
- 主な配役（全国ツアー）
  - ラッチマン：麻路さき[8]
  - カマラ：星奈優里[8]
  - ペペル：稔幸[8]
  - クリスナ：彩輝直[8]
  - リタ：羽純るい[8]
  - チャンドラ：夏美よう[8]
  - ジャスビル：英真なおき
  - ハリラム：千秋慎
  - インディラ：邦なつき[8]

- 全国ツアーの公演場所[8]
  - 4月18日　市川市文化会館
  - 4月18・19日　川口総合文化センター
  - 4月22・23日　仙台・イズミティ21
  - 4月25・26日　愛知・文化センターサンアート
  - 4月28・29日　広島郵便貯金会館
  - 5月1日　熊本市民会館
  - 5月3日-6日　福岡市民会館
  - 5月8・9日　香川県県民ホール
  - 5月11・12日　アクトシティ浜松

### 備考
- 場面はほぼ全て初演から受け継ぎ、プロローグとフィナーレを追加しているが、全体的に各場面の台詞をカットして展開を早め、約2時間30分に仕立てている。また、最後のパリの場面も新作部分であり、初演では宮殿内の別離で終わっている。

- 初演ではカマラの叔父だったクリスナの設定を、カマラの従兄に変更して男役3番手の絵麻緒が演じた。カマラとの二重唱の場面も加筆されている。また東京公演では、短いがクリスナの歌唱場面が加筆された。

- 歌は、美しい旋律で知られる「花の小舟」など初演から引き継がれた歌（いずれも作詞：菊田／作曲：入江）、菊田の詞に西村・鞍富が新たに作曲して旋律を衣替えした歌がそれぞれ4曲、上記新主題歌など酒井が新たに詞を書いた完全新曲が5曲ある。新曲ではペペルにソロナンバーが、リタにもカマラとの二重唱が与えられるなど、初演では歌がなかった出演者にも歌唱場面が設定された。

- 東京公演では、ペペルの出番が更に加筆されている。

- 宝塚大劇場公演の実況ビデオが発売された（現在廃盤）。また、ビデオ映像はWOWOW、宝塚歌劇専門のCSチャンネル“TAKARAZUKA SKY STAGE”でも放映された。

## 2007年月組再演
1997年版を基本にして再演。5月22日から6月18日まで、全国ツアーにて上演。実況DVDが発売された。
- スタッフ
  - 作：菊田一夫
  - 潤色・演出：酒井澄夫
  - 音楽：入江薫、西村耕次、鞍富真一

- 出演者一覧

出雲綾／大空祐飛／瀬奈じゅん／越乃リュウ／一色瑠加
遼河はるひ／研ルイス／彩乃かなみ／桐生園加／美鳳あや
音姫すなお／天野ほたる／城咲あい／憧花ゆりの／朝桐紫乃
萌花ゆりあ／彩橋みゆ／榎登也／草風なな／光月るう
華央あみり／紗蘭えりか／鼓英夏／織佳乃／明日海りお
白華れみ／五十鈴ひかり／沢希理寿／玲実くれあ／琴音和葉
夏鳳しおり／風音まゆき／紫門ゆりや／篁祐希
一樹千尋（専科所属）
- 主な配役
  - ラッチマン：瀬奈じゅん[12]
  - カマラ：彩乃かなみ[12]
  - ペペル：大空祐飛[12]
  - 酒場の店主／ハリラム：一樹千尋[12]
  - インディラ：出雲綾[12]
  - チャンドラ：越乃リュウ[12]
  - 支配人／ポトラジ／ジョルジュ：一色瑠加[12]
  - クリスナ：遼河はるひ[12]
  - ジャスビル：研ルイス[12]
  - ピエール：桐生園加[12]
  - ミシェル：美鳳あや[12]
  - 酒場の内儀：音姫すなお[12]
  - リタ：城咲あい[12]
  - アルマ：憧花ゆりの[12]
  - ジャン：朝桐紫乃[12]
  - ルネ：榎登也[12]
  - パタナック：光月るう[12]
  - ラジオン：明日海りお[12]
  - ビーナ：白華れみ[12]

- 公演場所
  - 5月22・23日	梅田芸術劇場・メインホール
  - 5月25・26・27日　福岡市民会館
  - 5月29日　アルカスSASEBO（長崎県）
  - 5月31日　九州厚生年金会館（福岡県北九州市）
  - 6月2日　須崎市立市民文化会館（高知県）
  - 6月3日　高知県民文化ホール
  - 6月5日　香川県県民ホール
  - 6月6日　西条市総合文化会館（愛媛県）
  - 6月7日　松山市民会館（愛媛県）
  - 6月9日　広島厚生年金会館
  - 6月10日　周南市文化会館（山口県）
  - 6月12日　松戸市文化会館[森のホール21]（千葉県）
  - 6月13日　川口総合文化センター（埼玉県）
  - 6月14日　府中の森芸術劇場（東京都）
  - 6月16・17日　神奈川県民ホール
  - 6月18日　市川市文化会館（千葉県）

### 備考
- クリスナの設定も1997年版を受け継ぎ、若手の遼河が演じる。

## 2021年月組再演
- スタッフ
  - 作：菊田一夫
  - 監修：酒井澄夫
  - 潤色・演出：谷貴矢

- 出演者一覧

夏月都／千海華蘭／楓ゆき／月城かなと／夢奈瑠音
颯希有翔／蓮つかさ／海乃美月／佳城葵／暁千星
麗泉里／清華蘭／蒼真せれん／蘭尚樹／風間柚乃
桃歌雪／空城ゆう／彩音星凪／礼華はる／天愛るりあ
菜々野あり／柊木絢斗／大楠てら／一星慧／彩路ゆりか
羽音みか／まのあ澪／きよら羽龍／咲彩いちご／美海そら
月乃だい亜／詩ちづる／七城雅／朝香ゆらら
梨花ますみ（専科所属）
※暁千星はTBS赤坂ACTシアター公演のみ出演。
- 主な配役
  - ラッチマン：月城かなと
  - カマラ：海乃美月
  - インディラ：梨花ますみ
  - アルマ：夏月都
  - チャンドラ：千海華蘭
  - ミシェル：楓ゆき
  - 金の男A：夢奈瑠音
  - ジャン：颯希有翔
  - 酒場の主人／ハリラム：蓮つかさ
  - 支配人／ポトラジ：佳城葵
  - ペペル：暁千星（TBS赤坂ACTシアター）、風間柚乃（シアター・ドラマシティ）
  - 酒場の内儀：麗泉里
  - ピエール：蒼真せれん
  - ラジオン：蘭尚樹
  - クリスナ：風間柚乃（TBS赤坂ACTシアター）、夢奈瑠音（シアター・ドラマシティ）
  - 水の青年：彩音星凪
  - ジャスビル：礼華はる
  - 水の少女：菜々野あり
  - パタナック：柊木絢斗
  - ルネ：彩路ゆりか
  - リタ：きよら羽龍
  - ビーナ：詩ちづる

- 公演場所
  - 2月16日～2月28日　TBS赤坂ACTシアター
  - 3月14日～3月21日　梅田芸術劇場シアター・ドラマシティ